# راندي فينكلر
راندي فينكلر (بالإنجليزية: Randy Winkler)‏ هو لاعب كرة قدم أمريكية أمريكي، ولد في 18 يوليو 1943 في تمبل في الولايات المتحدة.

## وصلات خارجية
- راندي فينكلر على موقع مرجع كرة القدم المحترفة.كوم (الإنجليزية)